# Крајша
Крајша (њем. Kreischa) општина је у њемачкој савезној држави Саксонија. Једно је од 41 општинског средишта округа Зексише Швајц-Остерцгебирге. Према процјени из 2010. у општини је живјело 4.390 становника. Посједује регионалну шифру (AGS) 14628220.

## Географски и демографски подаци
Крајша се налази у савезној држави Саксонија у округу Зексише Швајц-Остерцгебирге. Општина се налази на надморској висини од 257 метара. Површина општине износи 29,0 km². У самом мјесту је, према процјени из 2010. године, живјело 4.390 становника. Просјечна густина становништва износи 152 становника/km².

## Међународна сарадња
| Мјесто | Држава | Врста сарадње | Од    |
| ------ | ------ | ------------- | ----- |
|        | Чешка  | партнерство   | 2005. |
| Извор  |        |               |       |